# Херман Поточник
Херман Поточник, псеудоним Херман Нордунг (Пула, 22. децембар 1892 — Беч, 27. август 1929) је био словеначки и аустроугарски ракетни инжењер и пионир астронаутике. Првенствено је познат по раду на проблемима дугорочног људског насељавања свемира. По њему је назван астероид 19612 Нордунг.